# Amazon Simple Email Service
Amazon Simple Email Service (SES) — один з сервісів Amazon Web Services від компанії Amazon, що надає послугу групового й транзакційного надсилання електронної пошти. SES використовує інфраструктуру сервісів AWS для відправки масових поштових розсилок. Це хмарна послуга надсилання електронної пошти.
Сервіс започатковано 25 січня 2011 року як сервіс відправки повідомлень через SMTP.
Сервіс швидко масштабується, розробники можуть відправляти листи завдяки інтеграції через API. Послуга використовується для маркетингових листів або масових розсилок. Дозволяє додати автентифікацію користувачів, використання різних IP-адрес, що може підвищити ефективність доставки повідомлень, а також надає аналітику для оцінки ефективності кожного листа.
Amazon SES має технологію фільтрації повідомлень, а сам сервіс стягує оплату виключно за використаний об'єм послуг. Перші 62.000 листів, надісланих протягом місяця, безкоштовні за умови використання додатку, розміщеного на Amazon EC2. Для аналізу розсилок сервіс передає дані до іншого сервісу — Amazon CloudWatch, та дозволяє отримувати сповіщення через Amazon SNS.
Електронні листи, надіслані через сервіс, не позначаються як рекламні або маркетингові, через що ймовірність опинитись у спамі значно нижча, ніж зазвичай. Як стверджує компанія, ймовірність потрапляння звичайних листів до спаму, складає 0,1 %. Відправки одного листа коштує 0,01 цент США.